# Lago Mjörn
O Mjörn ( PRONÚNCIA) é um lago do interior da província histórica da Västergötland. Tem uma área de 55 quilômetros quadrados e está situado a 58 metros acima do mar. A sua profundidade máxima é de 48 metros. Pertence à bacia hidrográfica do rio Göta. É o maior lago da comuna de Alingsås. As suas águas banham os municípios de Alingsås e Lerum. Dentro do lago há 60 ilhas.